# 柳別什夫西卡沃利亞
51°43′47″N 25°26′24″E / 51.72972°N 25.44000°E
柳別什夫西卡沃利亞（烏克蘭語：Любешівська Воля），是烏克蘭的村落，位於該國西部沃倫州，由卡明-卡希尔斯基区負責管轄，始建於1795年，面積1.59平方公里，海拔高度150米，2001年人口544，人口密度每平方公里342.14人。